# زانوف
زانوف (لهستانی: Chrzanów؛[ˈxʂanuf] () ) یک شهرک در جنوب لهستان است که ۳۹٬۷۰۴ ساکن (۲۰۰۶) دارد و مرکز شهرستان زانوفاست.

## شهرهای خواهر
- Harnes, فرانسه
- Nyékládháza, مجارستان
- ایوانو-فرانکیفسک, اوکراین[۱]